# 阿拉瓦库里奇
阿拉瓦库里奇（Aravakurichi），是印度泰米尔纳德邦Kapur县的一个城镇。总人口11273（2001年）。

## 人口
该地2001年总人口11273人，其中男性5583人，女性5690人；0—6岁人口1008人，其中男521人，女487人；识字率70.34%，其中男性为78.79%，女性为62.04%。